# Giunta regionale della Basilicata
La Giunta regionale della Basilicata ha sede a Potenza, presso il Palazzo della regione.

## Composizione

### XII legislatura (2024-)

#### Giunta Bardi II
| Assessore | Assessore         | Partito           | Carica                     | Deleghe                                                                                      |
| --------- | ----------------- | ----------------- | -------------------------- | -------------------------------------------------------------------------------------------- |
|           | Vito Bardi        | Forza Italia      | Presidente                 | Bilancio                                                                                     |
|           | Pasquale Pepe     | Lega              | Vicepresidente e Assessore | Infrastrutture, reti idriche, trasporti e Protezione Civile                                  |
|           | Laura Mongiello   | Orgoglio Lucano   | Assessore                  | Ambiente e alla transizione energetica                                                       |
|           | Carmine Cicala    | Fratelli d'Italia | Assessore                  | Politiche agricole e forestali                                                               |
|           | Francesco Cupparo | Forza Italia      | Assessore                  | Attività produttive, lavoro e formazione, Stazione unica appaltante della Regione Basilicata |
|           | Cosimo Latronico  | Fratelli d'Italia | Assessore                  | Salute, politiche per la persona e PNRR                                                      |

### XI legislatura (2019-2024)

#### Giunta Bardi I
| Assessore | Assessore              | Partito           | Carica                     | Deleghe                                         |
| --------- | ---------------------- | ----------------- | -------------------------- | ----------------------------------------------- |
|           | Vito Bardi             | Forza Italia      | Presidente                 | Bilancio                                        |
|           | Francesco Fanelli      | Lega              | Vicepresidente e Assessore | Salute e politiche sociali                      |
|           | Gerardina "Dina" Sileo | Lega              | Assessore                  | Infrastrutture e mobilità                       |
|           | Michele Casino         | Forza Italia      | Assessore                  | Attività produttive, lavoro, formazione e sport |
|           | Cosimo Latronico       | Fratelli d'Italia | Assessore                  | Ambiente ed energia                             |
|           | Alessandro Galella     | Fratelli d'Italia | Assessore                  | Agricoltura                                     |

### X legislatura (2013-2019)

#### Giunta Pittella
| Assessore                    | Partito             | Carica                     | Deleghe                                             | Note                     |
| ---------------------------- | ------------------- | -------------------------- | --------------------------------------------------- | ------------------------ |
| Marcello Pittella            | Partito Democratico | Presidente                 |                                                     | Fino al 24 gennaio 2019. |
| Flavia Franconi              | Partito Democratico | Presidente ad interim      |                                                     | Dal 24 gennaio 2019.     |
| Flavia Franconi              | Partito Democratico | Vicepresidente e Assessore |                                                     | Fino al 24 gennaio 2019. |
| Luca Braia                   | Partito Democratico | Assessore                  | Politiche Agricole e Forestali                      |                          |
| Roberto Cifarelli            |                     | Assessore                  | Politiche di Sviluppo, Lavoro, Formazione e Ricerca |                          |
| Carmine Miranda Castelgrande |                     | Assessore                  | Infrastrutture e Mobilità                           |                          |
| Francesco Pietrantuono       |                     | Assessore                  | Ambiente ed Energia                                 |                          |